# Kočevska Reka
Kočevska Reka este o localitate din comuna Kočevje, Slovenia, cu o populație de 277 de locuitori.